# 新兴站 (京畿道)
新興站（：／ Sinheung yeok */?）是首都圈電鐵8號線沿線的一座地下車站，位於韓國京畿道城南市壽井區新興洞與中院區中央洞的邊界。本站與寿进站之間可藉由城南中央地下商街連通。

## 車站構造
站體為2面2線側式月台的地下車站，候車月台設有月台幕門。1、2號出口位於中院區中央洞，3、4號出口則位於壽井區新興洞。

### 月台配置
| 丹岱五岔路口 ↑ |
| \| 上          |
| ↓ 壽進         |

| 月台 | 路線           | 目的地                                     |
| ---- | -------------- | ------------------------------------------ |
| 上行 | ●首爾地鐵8號線 | 福井、可樂市場、石村、蠶室、千戶、别內方向 |
| 下行 | ●首爾地鐵8號線 | 壽進、牡丹方向                             |

## 歷史
- 1996年11月23日：落成啟用。

## 車站周邊
- 星湖市場
- 城南第一初等學校
- 城一中學
- 城一高校
- 城南高校
- 城南女子高校
- 京畿道立城南圖書館
- 城南郵局
- 城南地方勞動廳
- 新興2洞派出所
- 新興3洞派出所

## 相鄰車站
首爾交通公社
●首爾地鐵8號線
丹岱五岔路口（824）－新興（825）－壽進（826）